# Parco naturale delle mangrovie del Rio Cacheu
Il Parco naturale delle mangrovie del Rio Cacheu è un'area naturale protetta della Guinea-Bissau situata in corrispondenza della foce del Rio Cacheu.